# Escuela Panguilemo Edita Gallegos Rodríguez
La Escuela Panguilemo Edita Gallegos Rodríguez, fue fundada en 1890 en Chile, inicialmente funcionando bajo el nombre de Escuela Mixta N°11. Es un establecimiento educacional rural mixto de la comuna de Talca, ubicado en la localidad de Panguilemo, Aldea Campesina, Los Avellanos s/n. La escuela imparte la modalidad de educación pre-básica y general básica (pre-kinder a 8° básico).
Es reconocida por ser una de las últimas escuelas rurales de la comuna y, a pesar de tener un índice de vulnerabilidad alto, ha sido acreedora en siete oportunidades de la excelencia académica incluyendo el año actual 2022. Aloja en sus instalaciones aproximadamente 201 alumnos, 22 docentes y 15 asistentes.

## Historia

### Inicios (siglo XIX)
La Escuela Panguilemo Edita Gallegos Rodríguez, fue fundada en 1890 a través de un decreto emitido por el ministerio de justicia e instrucción pública que estableció la creación de una escuela mixta, en el caserío de Panguilemo, la cual funcionó bajo el nombre de Escuela Mixta N°11.
Santiago, Julio 21 de 1890.
<<Visto el oficio que precede, decreto.
Crease para el departamento de Talca una escuela mixta, que funcionará bajo el Num. 11 en el caserío de Panguilemo.
Tómese razón y comuníquese>>
Ministerio de justicia e instrucción pública
Decreto n°2441, Ministerio de justicia e instrucción pública:

Santiago, Julio 21 de 1890. 
En sus inicios funcionaba en una casa de la hacienda Panguilemo siendo financiada por la familia hacendera, de forma precaria y por temporadas, esto se debía a que cuando se daba inicio a la temporada de cosechas la asistencia era mínima ya que se ocupaban a todos los niños en el trabajo.

### Primera mitad del siglo XX
Con la llegada de un visitador al departamento de Talca, se emitió un informe donde se daba cuenta del precario funcionamiento de este establecimiento al ministerio, el cual decretó en el año 1902 el traslado de la escuela, renombrada "Escuela N°37", al lado de un retén de carabineros ubicado en el kilómetro 7 en la carretera 5 sur, pasando a funcionar en una antigua posada donada por la familia Opazo Cousiño.
Posteriormente en el año 1920 se promulgó la Ley de Instrucción Primaria Obligatoria, la cual estableció que el Estado garantizaría la educación a cada niño y niña el acceso gratuito a la educación y también velaría para que se cumpliera la normativa.

### Segunda mitad del siglo XX
En el 1956 se construyeron 3 salas de madera las cuales se habilitaron para tener 2 jornadas (mañana y tarde) para poder impartir clases  de primero a sexto año de escuela y así poder cumplir con la Ley de Educación Primaria Obligatoria.
Pese a que la ley estaba promulgada, ésta no se cumplía a cabalidad sobre todo en los sectores rurales en los que era habitual el trabajo infantil. Así, niños y niñas constantemente utilizados como fuerza de trabajo, viéndose dificultada la voluntad de sus cuidadores a enviarlos a la escuela.

### Transformaciones durante la dictadura militar
Durante la dictadura militar (1973-1990) se propició la descentralización de la enseñanza, es decir, una transferencia de responsabilidades del Estado a los gobiernos locales o municipios. Así, con el Decreto 1905 del 20 de abril de 1981 se realizó el traspaso desde el Ministerio de educación a la municipalidad de Talca, durante este periodo la dirección de la escuela quedó a cargo de la Directora Lidia Rodríguez Sepúlveda, quien desempeño esta labor por más de 40 años.
A partir del año 1985 pasó a cumplir las labores de Directora la Señora Edita Gallegos Rodríguez quien se desempeñó en el cargo por más de 20 años, hasta su fallecimiento. A partir de entonces la Escuela lleva su nombre debido a la trayectoria de servicio a los niños y niñas, y a la Comunidad.

## Actualidad
En año 2003 el establecimiento cambió su ubicación s su localización, en la comuna de Panguilemo, Aldea Campesina, Los Avellanos s/n, con el objetivo de prevenir los riesgos de su ubicación anterior, en las cercanías de la ruta 5 sur.

### Misión Educativa
Actualmente la Comunidad Educativa de la Escuela de Panguilemo, busca a través de su sello educativo desarrollar un trabajo que permita un aumento de la calidad educativa con un enfoque en 3 objetivos principales dando así cumplimiento a los estándares educativos actuales:
- Calidad Educativa: la escuela busca crear personas integrales desarrollando diversas áreas del estudiante, también entregando los recursos necesarios para que sean utilizados de la mejor forma y preparar a los alumnos para los futuros desafíos que enfrentarán.

- Conciencia ambiental: la escuela busca fomentar en sus estudiantes la valoración de su entorno natural y la convivencia armoniosa con este.

- Vinculación positiva de la escuela con la familia y la comunidad: la escuela tiene un enfoque en ser una comunidad escolar más activa, integradora de las familias de los estudiantes para favorecer el proceso educativo de estos mismos.[1]

## Himno
Oye niño, despiértate luego
Ya la noche se ha ido otra vez
nos aguarda una heroica jornada
donde hay la lección que aprender.
Es tu escuela que tierna te llama
Y te esperará con gran emoción 
porque anhela hacer de ti pronto 
su gran obra, tal vez la mejor.
Sale altivo pequeño gigante
al encuentro del amanecer 
la tarea se hará más hermosa 
si la hacemos con amor y fe.
Tus maestros te esperan ansiosos 
de entregarte consejo saber,
las dos cosas serán la herramienta 
que te ayuden al vencer al mundo.

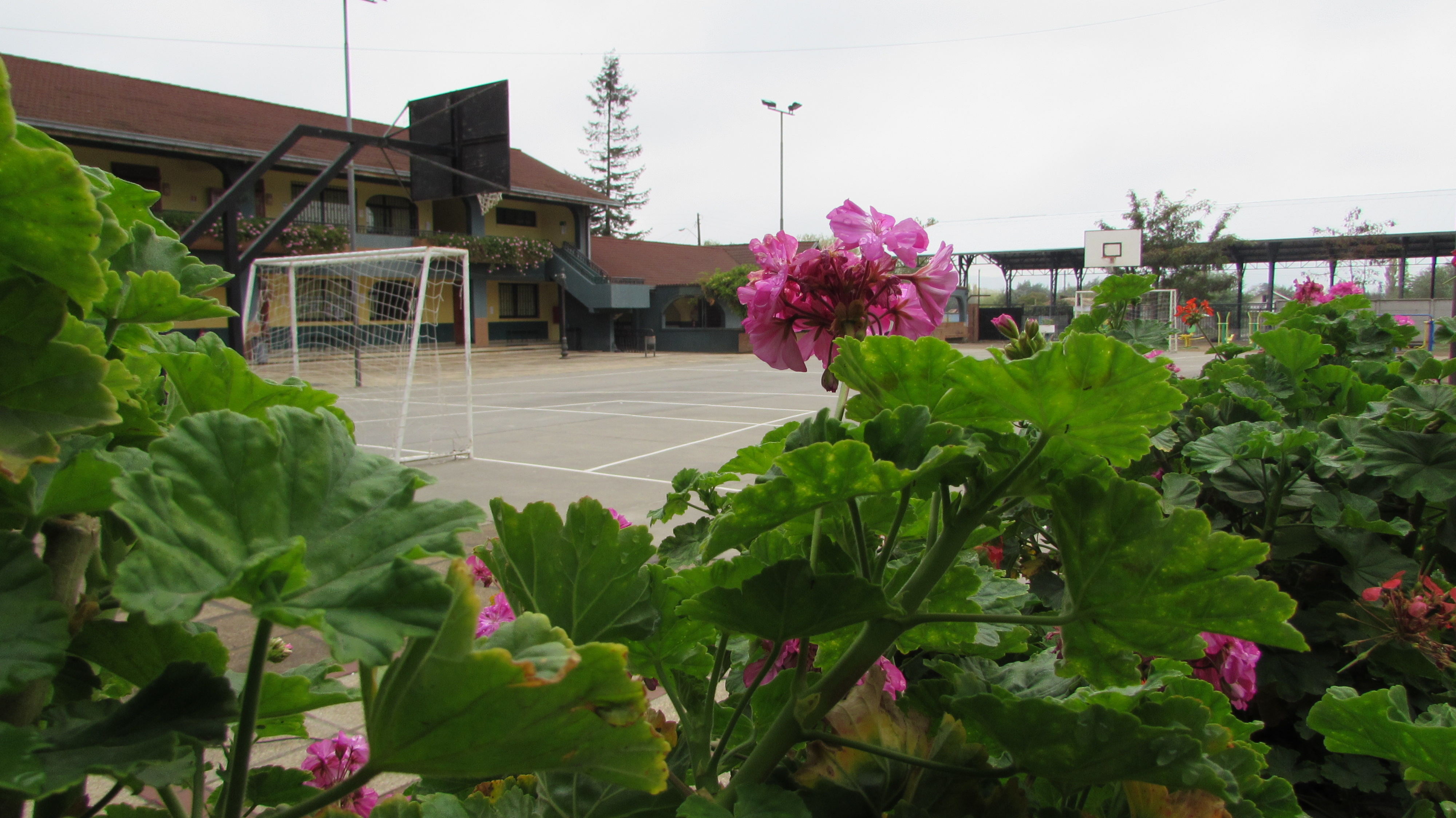
Patio Principal Escuela Edita Gallegos Rodríguez

Y mañana cuando salga de nuevo el sol
cuando se pinte de azul el firmamento
y en el jardín de tu alma aparezca una flor.
Solo entonces tendrás un recuerdo 
sentirás una gran emoción,
porque evocas a esta tu escuela 
que un inmenso cariño te dio.